# Vanessa Schwartz
Vanessa Stella Schwartz (* 1969/1970 in Kanada) ist eine chilenisch-kanadische Animatorin.

## Leben
Schwartz wuchs in Vancouver auf und kam 1988 an die CalArts in Valencia, Kalifornien, um Kostümdesign zu studieren. Jules Engel war von ihren Zeichenentwürfen angetan und riet ihr, als Hauptfach lieber Animation zu wählen. Kurz nach Beginn ihres Studiums hörte sie zum ersten Mal den Monolog The Janitor von Geoffrey Lewis, den sie als Kurzanimationsfilm realisieren wollte. Nach zwei Jahren gab sie ihr Studium jedoch auf und kehrte nach Vancouver zurück. Am dortigen National Film Board of Canada entwickelte sie die Idee des Kurzfilms weiter und fand ihren eigenen Zeichenstil. Nach neuen Monaten kehrte sie Ende 1992 an die CalArts zurück und arbeitete weiter an ihrem Film, dessen Animation sie im Sommer 1993 bei Bill Melendez Productions fertigstellte. Tonaufnahmen folgten, sodass der Film im Januar 1994 fertiggestellt war. Er gewann 1994 die Goldmedaille der Student Academy Awards in der Kategorie „Animation“ und wurde 1995 für einen Oscar in der Kategorie „Bester animierter Kurzfilm“ nominiert.
Schwartz erhielt ein Stipendium der Princess Grace USA Foundation und schloss ihren Master in Experimenteller Animation an der CalArts ab. Anschließend arbeitete sie als Animatorin bei Pacific Data Images am Film Antz. Schwartz ist zudem als Dozentin für Animation aktiv und unterrichtete unter anderem an der San Francisco Academy of Art und am California College of the Arts in Oakland. Im Frühjahr 2013 ist sie als Dozentin für Animation an der Emily Carr University of Art and Design tätig. Schwartz ist auch als Illustratorin tätig.

## Filmografie
- 1994: Tales from the Far Side (TV)
- 1994: The Janitor
- 1996: The Elevator
- 1996: Prey of the Jaguar
- 1998: Milo
- 1998: Antz